# Liste der Monuments historiques in Consigny
Die Liste der Monuments historiques in Consigny führt die Monuments historiques in der französischen Gemeinde Consigny auf.

## Liste der Immobilien
| Bezeichnung      | Beschreibung                                                 | Standort               | Kennzeichnung | Schutzstatus | Datum | Bild |
| ---------------- | ------------------------------------------------------------ | ---------------------- | ------------- | ------------ | ----- | ---- |
| Friedhofskapelle | aus dem 13. Jahrhundert, Wandgemälde aus dem 16. Jahrhundert | Rue du Joliment (Lage) | PA00079043    | Classé       | 1925  |      |